# Orchestre National de Jazz

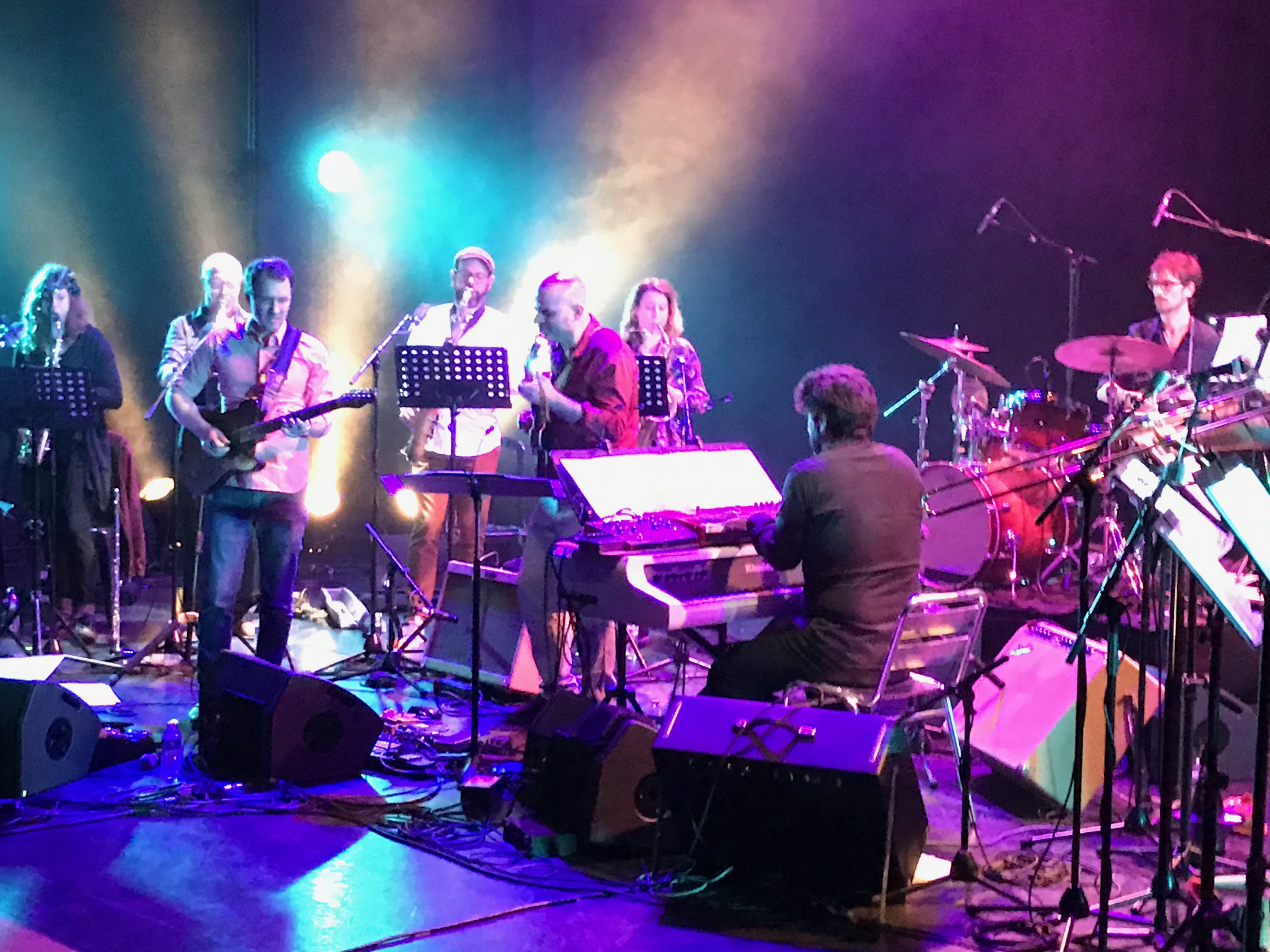
Orchestre National de Jazz (2019)

Das Orchestre National de Jazz ist eine französische Bigband, in der bekannte französische Jazzmusiker (auch in Frankreich lebende Musiker) zusammenarbeiten.

## Geschichte
1986 wurde das Orchestre National de Jazz auf Initiative des Musikwissenschaftlers Maurice Fleuret unter Jack Lang als Kulturminister gegründet. Das Orchester wird von der französischen Republik finanziert. Der jeweilige künstlerische Leiter stellt sich ein Ensemble zusammen und ist für die gespielten Musikprogramme verantwortlich. Im Arrangement wird nicht auf ein Tuttispiel der Bläser gesetzt; vielmehr werden die Einzelstimmen polyphon geführt, um so eine zeitgenössische Grundlage für die Improvisationen der Solisten zu haben.
Künstlerische Leiter waren zuerst für ein Jahr der Saxophonist und Flötist François Jeanneau, dann der Saxophonist Antoine Hervé (1987–1989). Diesem folgten jeweils für drei Jahre Claude Barthélemy (1989–1991), Denis Badault (1991–1994), Laurent Cugny (1994–1997) und Didier Levallet (1997–1999). Von 2000 bis 2002 standen Paolo Damiani und François Jeanneau gemeinsam an der Spitze. 2002 bis 2005 wurde die Leitung wieder von Barthélemy wahrgenommen, dem der Vibraphonist Franck Tortiller folgte (bis 2008). Bis Ende 2013 leitete Bassist Daniel Yvinec das Ensemble, um dann für die Jahre 2014 bis 2018 von Olivier Benoît abgelöst zu werden.
2016 präsentierte das Orchester beim Festival Jazz à la Villette einen Querschnitt durch seine abwechslungsreiche Geschichte; alle zehn bisherigen Leiter des ONJ dirigierten jeweils eine eigene Komposition. Frédéric Maurin leitete den Klangkörper von 2019 bis 2024; für sein letztes Programm vereinte er Musiker des ONJ und des Ensemble intercontemporain in einem Programm, das er gemeinsam mit Sofia Avramidou und Andy Emler komponiert hatte. 2025 übernahm Sylvaine Hélary die künstlerische Leitung des ONJ.

## Repertoirepflege und zusätzliches nationales Jugendjazzorchester
Neben seinen eigenen Werken engagierte sich das Orchestre National de Jazz in den letzten Jahren in Zusammenarbeit mit Radio France auch für die Wiederentdeckung wichtiger, in Frankreich entstandener Werke des großformatigen Repertoires. Anlässlich des hundertsten Geburtstags von André Hodeir führte die Formation am 6. März 2021 im Pariser Maison de la radio et de la musique dessen Werk Anna Livia Plurabelle aus dem Jahr 1966 wieder auf. 2024 erklang die Musik, die Martial Solal zwischen 1988 und 1997 für seine Dodecaband geschaffen hatte, wieder.
Als Förderorchester für den Nachwuchs wurde 2018 zudem das Orchestre des Jeunes de l’ONJ ins Leben gerufen, das bis 2019 François Jeanneau leitete. Für die zweite Besetzung folgte als Dirigent Franck Tortiller. Die dritte Staffel (2021/22) des französischen Jugendjazzorchesters widmete sich unter Denis Badault der Musik, die dieser zwischen 1991 und 1994 für das ONJ komponiert hatte. 2023 war es dann Laurent Cugny, der das Jugendorchester in seiner vierten Spielzeit anleitete und mit den Musikern die Arrangements erarbeitete, die das ONJ unter ihm 1994 bis 1997 interpretierte. 2024 folgte Claude Barthélemy mit seinen Werken. Mit der sechsten Besetzung des Klangkörpers erarbeitet 2025 Sophia Domancich das ONJ-Repertoire von Didier Levallet.

## Preise und Auszeichnungen
- 2009: Victoires du jazz in der Kategorie Album jazz instrumental de l'année für Around Robert Wyatt
- 2020: Victoires du jazz als Ehrenpreis (Victoire d'honneur) für die Aktivität seit 1986[6]
- 2021: Grand prix Jeune Public Herbst 2021 der Académie Charles-Cros für Dracula[7].
- 2022: Grand prix Jeunesse du livre audio des Centre national du livre für Dracula
- 2023: Grand Prix du répertoire jeune public der SACEM

## Diskographie
- 86 (Label Bleu, 1986) mit François Jeanneau, Christian Martinez, Eric Mula, Michel Delakian, Denis Leloup, Jean-Louis Damant, Yves Robert, Didier Havet, Éric Barret, Jean-Louis Chautemps, Richard Foy, Pierre-Olivier Govin, Bruno Rousselet, Marc Ducret, John Scofield, Andy Emler, Denis Badault, François Verly, Michel Benita, Aaron Scott
- Jazz Bühne Berlin 1986 (Amiga 1986) mit François Jeanneau, Eric Mula, Michel Delakian, François Chassagnite, Denis Leloup, Yves Robert, Didier Havet, Jean-Louis Chautemps, Éric Barret, Richard Foy, Pierre-Olivier Govin, Bruno Rousselet, Marc Ducret, Andy Emler, Denis Badault, François Verly, Michel Benita, Aaron Scott
- Orchestre National de Jazz 87 (Label Bleu, 1987) mit Michel Delakian, Antoine Illouz, Philippe Slominski, Glenn Ferris, Denis Leloup, Jacques Bolognesi, Didier Havet, Francis Bourrec, Gilbert Dall’Anese, Alain Hatot, Jean-Pierre Solves, Antoine Hervé, Philippe Guez, Nguyên Lê, Jean-Marc Jafet, François Verly, André Ceccarelli, sowie Gil Evans, Dee Dee Bridgewater, Didier Lockwood
- African Dream (Label Bleu, 1988/89) mit Antoine Hervé, Philippe Slominski, Antoine Illouz, Michel Delakian, Christian Martinez, Denis Leloup, Glenn Ferris, Bernard Camoin, Jacques Bolognesi, Patrice Petitdidier, Didier Havet, Gilbert Dall’Anese, Francis Bourrec, Laurent Dehors, Alain Hatot, Pierre-Olivier Govin, Jean-Pierre Solves, Nguyên Lê, Philippe Guez, François Moutin, Étienne M’Bappé, Mokhtar Samba, Pierre-Michel Balthazar
- Claire (Label Bleu, 1989) mit Jean-François Canape, Patrick Fabert, Yves Favre, Luca Bonvini, Michel Godard, Michael Riessler, Bobby Rangell, Claude Barthélemy, Gérard Pansanel, Serge Lazarevitch, Mico Nissim, Jean-Louis Matinier, Renaud Garcia-Fons, Jean-Luc Ponthieux, Christian Lété, Manuel Denizet
- Jack-Line (Label Bleu, 1991) mit derselben Besetzung wie 1989 sowie Claire Fargier-Lagrange, Gérard Siracusa, Xavier Garcia
- A plus tard (Label Bleu, 1992) mit Élise Caron, Claude Egéa, Claus Stötter, Geoffroy de Masure, Jean-Louis Pommier, Didier Havet, Philippe Sellam, Rémi Biet, Simon Spang-Hanssen, Denis Badault, Nedim Nalbantoğlu, Lionel Benhamou, Laurent Hoevenaers, Heiri Känzig, François Laizeau, Xavier Desandre Navarre
- Monk - Mingus - Ellington (Label Bleu, 1993, mit Élise Caron, Claude Egéa, Claus Stötter, Geoffroy de Masure, Jean-Louis Pommier, Didier Havet, Laurent Blumenthal, Simon Spang-Hanssen, Rémy Biet, Nedim Nalbantoğlu, Laurent Hoevenaers, Lionel Benhamou, Denis Badault, Bob Harrison, François Laizeau, Xavier Desandre Navarre)
- Bouquet final (Label Bleu, 1994)
- Yesternow (Verve, 1994)
- In Tempo (Verve, 1996, mit Claude Egea, Claus Stötter, Flavio Boltro, Phil Abraham, Bernard Francois, Philippe Legris, Christian Laisné, Denis Barbier, Stefano Di Battista, Stéphane Guillaume, Pierre-Olivier Govin, Lucky Peterson, Laurent Cugny, Benoît de Mesmay, Lionel Benhamou, Frédéric Monino, Stéphane Huchard, Brent Nance)
- Reminiscing (Verve, 1996)
- Merci, merci, merci (Verve, 1997, mit Flavio Boltro, Pierre Drevet, Serge Plume, Jacques Peillon, Phil Abraham, Philippe Legris, Denis Barbier, Stefano di Battista, Pierre-Olivier Govin, Stéphane Guillaume, Laurent Cugny, Benoît de Mesmay, Frédéric Favarel, Frédéric Monino, Stéphane Huchard)
- ONJ Express (Evidence, 1998)
- Séquences (Evidence, 1999)
- Deep Feelings (Evidence/Frémeaux & Associés 2000), mit Jeanne Lee, Didier Levallet, Harry Beckett, Michel Feugère, Nicolas Folmer, Phil Abraham, Yves Robert, Lionel Surin, Chris Biscoe, Frédéric Couderc, Jean-Rémy Guédon, Richard Foy, Sophia Domancich, Serge Lazarevitch, François Laizeau, Ramón López
- Charméditerranéen (ECM, 2001, mit Paolo Damiani, Anouar Brahem, Gianluigi Trovesi, François Jeanneau, Thomas de Pourquery, Jean-Marc Larché, Médéric Collignon, Alain Vankenhove, Gianluca Petrella, Didier Havet, Régis Huby, Olivier Benoît, Paul Rogers, Christophe Marguet)
- Admirabelamour (Label Bleu, 2003, mit Médéric Collignon, Geoffroy Tamisier, Jean-Louis Pommier, Sebastien Llado, Pascal Benech, Vincent Mascart, Philippe Lemoine, Vincent Limouzin, Didier Ithursarry, Claude Barthelémy, Alexis Therain, Nicolas Mahieux, Olivier Lété, Jean-Luc Landsweerdt)
- La fête de l’eau (Le Chant du Monde, 2004, mit gleicher Besetzung plus Charlène Martin)
- L'ONJ traverse le Canada (Frémeaux & Associés, 2004 - DVD)
- Close to Heaven - A Tribute to Led Zeppelin (Le Chant du Monde, 2005, mit Jean Gobinet, Jean-Louis Pommier, Michel Marre, Éric Séva, Franck Tortiller, Vincent Limouzin, Xavier Garcia, Yves Torchinsky, Patrice Héral, David Pouradier Duteil)
- Électrique (Le Chant du Monde, 2007, mit Joel Chausse, Jean Gobinet, Jean-Louis Pommier, Michel Marre, Éric Séva, Franck Tortiller, Vincent Limouzin, Yves Torchinsky, Patrice Héral, Claude Gomez)
- Around Robert Wyatt (Bee Jazz, 2009, mit Robert Wyatt, Arno, Camille, Daniel Darc, Irène Jacob, Rokia Traoré, Yael Naim, Eve Risser, Vincent Lafont, Antonin-Tri Hoang, Rémi Dumoulin, Matthieu Metzger, Joce Mienniel, Guillaume Poncelet, Pierre Perchaud, Sylvain Daniel, Daniel Yvinec, Yoann Serra)
- Shut Up and Dance (2011) mit Kompositionen und Arrangements von John Hollenbeck
- Piazzolla (Jazz Village/Harmonia Mundi, 2012, mit Sylvain Bardiau, Joce Miennel, Rémi Dumoulin, Matthieu Metzger, Antonin-Tri Hoang, Eve Risser, Vincent Lafont, Pierre Perchaud, Sylvain Daniel, Yoann Serra, Daniel Yvinec und Arrangements von Gil Goldstein)
- The Party (Jazz Village, 2013 mit Michael Leonhart, Sylvain Bardiau, Antonin-Tri Hoang, Matthieu Metzger, Joce Mienniel, Rémi Dumoulin, Eve Risser, Vincent Lafont, Pierre Perchaud, Sylvain Daniel, Yoann Serra, Daniel Yvinec)
- Europa Paris (ONJazz, 2014), mit Olivier Benoît, Jean Dousteyssier, Hugues Mayot, Alexandra Grimal, Fabrice Martinez, Fidel Fourneyron, Théo Ceccaldi, Sophie Agnel, Paul Brousseau, Bruno Chevillon, Éric Echampard
- Europa Berlin (ONJazz, 2015), mit Olivier Benoît, Jean Dousteyssier, Hugues Mayot, Alexandra Grimal, Fabrice Martinez, Fidel Fourneyron, Théo Ceccaldi, Sophie Agnel, Paul Brousseau, Bruno Chevillon, Éric Echampard
- Europa Romeô (ONJazz, 2016), Leitung: Olivier Benoît
- Europa Oslo (ONJazz, 2017), Leitung: Olivier Benoît
- Concert anniversaire ONJ 30 ans (ONJazz, 2018)
- Rituels (ONJazz, 2020), Leitung: Frédéric Maurin, mit Ellinoa, Leïla Martial, Linda Oláh, Romain Dayez, Susana Santos Silva, Christiane Bopp, Didier Havet, Catherine Delaunay, Julien Soro, Fabien Debellefontaine, Stéphan Caracci, Bruno Ruder, Elsa Moatti, Guillaume Roy, Juliette Serrad, Raphaël Schwab, Rafaël Koerner
- Dancing in Your Head(s) (ONJazz, 2020), Leitung: Frédéric Maurin, mit Fabien Norbert, Susana Santos Silva, Mathilde Fèvre, Daniel Zimmermann, Judith Wekstein, Jean-Michel Couchet, Anna-Lena Schnabel, Julien Soro, Fabien Debellefontaine, Morgane Carnet, Pierre Durand, Bruno Ruder, Sylvain Daniel, Rafaël Koerner sowie Tim Berne
- Adèle Maury, Orchestre National De Jazz: Dracula (ONJ Records 2021, mit einem Buch illustriert von Adèle Maury), Leitung: Frédéric Maurin, mit Estelle Meyer, Milena Csergo, Pierre-François Garel, Quentin Ghomari, Mathilde Fèvre, Judith Wekstein, Fanny Ménégoz, Fabien Debellefontaine, Guillaume Christophel, Christelle Séry, Raphaël Schwab, Rafaël Koerner
- Steve Lehman/Orchestre National de Jazz: Ex machina (Pi Recordings 2023), Leitung: Frédéric Maurin, mit Fabien Norbert, Jonathan Finlayson, Daniel Zimmermann, Christiane Bopp, Fanny Meteier, Fanny Ménégoz, Catherine Delaunay, Julien Soro, Fabien Debellefontaine, Chris Dingman, Stéphan Caracci, Bruno Ruder, Sarah Murcia, Rafaël Koerner sowie Jérôme Nika, Dionysios Papanikoulao
- André Hodeir & James Joyce, un éloge de la dérive (ONJ Records 2024; Buch mit Download-Link), Leitung: Frédéric Maurin, mit Ellinoa, Chloé Cailleton, Claude Egéa, Fabien Norbert, Sylvain Bardiau, Denis Leloup, Bastien Ballaz, Daniel Zimmermann, Catherine Delaunay, Julien Soro, Rémi Sciuto, Clément Caratini, Fabien Debellefontaine, Matthieu Donarier, Christine Roch, Sophie Alour, Thomas Savy, Frédéric Couderc, Stéphan Caracci, Aubérie Dimpre, Benjamin Garson, Raphaël Schwab, Julie Saury, Robin Antunes
- Ensemble intercontemporain / Orchestre National de Jazz: Jeux (ONJ Records 2025), Leitung Frédéric Maurin, mit Christiane Bopp, Fanny Meteier,  Alain Billard, Catherine Delaunay, Julien Soro, Valeria Kafelnikov, Bruno Ruder, Sarah Murcia, Samuel Favre, Aurélien Gignoux, Rafaël Koerner, Jeanne-Marie Conquer, Guillaume Roy, Renaud Déjardin

## Belege
1. ↑  new leader of Orchestre National de Jazz: Olivier Benoît (Memento vom 27. August 2016 im Internet Archive), abgerufen am 25. August 2016.
2. ↑  SWR2 Jazz Session: ONJ 30 ans! 24. Januar 2017
3. ↑  Jazz Culture : Nomination de Sylvaine Hélary à la tête de l'ONJ. In: Radio France. 1. März 2024, abgerufen am 16. Juli 2025 (französisch).
4. ↑  Yvan Amar: L'ONJ joue André Hodeir. In: France Musique. 6. März 2021, abgerufen am 15. Juli 2025 (französisch).
5. ↑  L'Orchestre National de Jazz joue Martial Solal Dodecaband. In: France Musique. 7. September 2024, abgerufen am 15. Juli 2025 (französisch).
6. ↑  Jazz Culture : Palmarès des Victoires du Jazz 2020. In: France Musique. 7. Oktober 2020, abgerufen am 15. Juli 2025 (französisch).
7. ↑  Coup de cœur Jeune Public automne 2021. In: Académie Charles-Cros. 2021, abgerufen am 15. Juli 2025 (französisch).